# Narthecius striaticeps
Narthecius striaticeps is een keversoort uit de familie dwergschorskevers (Laemophloeidae). De wetenschappelijke naam van de soort werd in 1907 gepubliceerd door Henry Clinton Fall.